# شبكة البوليمر المتداخلة

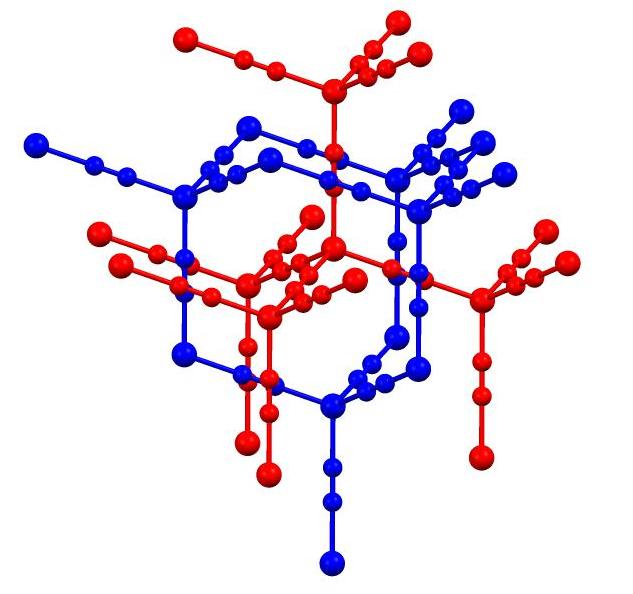

شبكة البوليمر المتداخلة (IPN) هي مكثور (بوليمر) يتكون من اثنتين فأكثر من الشبكات المتداخلة جزئيًا على مقياس من البوليمر وغير مترابطة برابط تساهمي فيما بينها. ولا يمكن فصل هذه الشبكات إلا بتكسير الروابط الكيميائية.
ويمكن تصور أن هاتين الشبكتين (فأكثر) بينهما تشابك يصل لدرجة التسلسل ولا يمكن الفصل بينهما، على الرغم من عدم وجود أي رابط كيميائي يجمع بينهما.
ومجرد الخلط بين اثنين أو أكثر من البوليمرات لا يمكن أن يُنشئ شبكة بوليمر متداخلة (خليط بوليمر)، ولا يعمل على إنشاء شبكة بوليمر لأكثر من نوع واحد من المونومير التي ترتبط فيما بينها لتكون شبكة واحدة (البوليمر المختلط أو البوليمر المشترك).
هناك شبكات بوليمر شبه متداخلة (SIPN) وهناك شبكات بوليمر زائفة التداخل.
ولإعداد شبكة بوليمر شبه متداخلة وشبكة بوليمر زائفة التداخل، يتم تشكيل المكونات المختلفة في آن واحد أو على التوالي.